# Three Lakes (Waszyngton)
Three Lakes – jednostka osadnicza w Stanach Zjednoczonych, w stanie Waszyngton, w hrabstwie Snohomish.